# Єнешкаси
Єнешка́си (рос. Енешкасы, чув. Енĕшкасси) — присілок у складі Красноармійського району Чувашії, Росія. Входить до складу Чадукасинського сільського поселення.
Населення — 95 осіб (2010; 126 у 2002).
Національний склад:
- чуваші — 98 %